# Антонелюв (Лодзинське воєводство)
Антонелюв (пол. Antonielów) — село в Польщі, у гміні Ленки-Шляхецькі Пйотрковського повіту Лодзинського воєводства.
Населення — 96 осіб (2011).
У 1975-1998 роках село належало до Пйотрковського воєводства.

## Демографія
Демографічна структура станом на 31 березня 2011 року:
|          | Загалом | Допрацездатний вік | Працездатний вік | Постпрацездатний вік |
| -------- | ------- | ------------------ | ---------------- | -------------------- |
| Чоловіки | 53      | 11                 | 32               | 10                   |
| Жінки    | 43      | 7                  | 20               | 16                   |
| Разом    | 96      | 18                 | 52               | 26                   |